# Памятник Примирения и Согласия (Новочеркасск)
Памятник Примирения и Согласия — памятник в городе Новочеркасск Ростовской области. Открыт в 2005 году. Авторы: скульптор, заслуженный художник РФ (2004) А. А. Скнарин, архитектор И. А. Жуков.

## История
Памятник Согласия и Примирения был открыт в городе Новочеркасске на площади Ермака в 2005 году в честь 200-летия столицы Донского казачества. Памятник представляет собой скульптурную композицию, состоящую из большого гранитного православного креста, вокруг которого полукругом установлены 12 скошенных гранитных камней. На камнях написаны названия казачьих войcк: Всевеликое войско Донское, Кубанское Казачье Войско, Терское Казачье Войско, Оренбургское Казачье Войско, Сибирское Казачье Войско, Забайкальское Казачье Войско и др. Справа от креста лежат бронзовые казачья фуражка, башлык и шашка, а слева — винтовка и буденовка. Перед крестом установлена фигура казачки с прижатой к груди рукой и скульптурой мальчика впереди со снятой фуражкой в руке. Памятник установлен на круглом возвышении из восьми бетонных ступенек. Высота креста составляет около 7 метров.
Авторами памятника были скульптор, заслуженный художник РФ (2004) А. А. Скнарин и архитектор И. А. Жуков. По их замыслу памятник должен символизировать единение казаков, их примирение друг с другом вне зависимости от политических взглядов и убеждений.
В годы Гражданской войны в России часть казаков приняла Советскую власть, а другая воевала в рядах Белого движения. На мраморной плите перед скульптурами написаны слова: «Во имя памяти о прошлом. Во имя настоящего и будущего казачества мы пришли к примирению и согласию. Слава Богу, что мы казаки».
Идея памятника и самого примирения была выдвинута главным атаманом русских и зарубежных казаков В. Водолацким и главой Российского императорского дома княгиней Марией Владимировной Романовой. В 2005 году они проводили миссию всеобщего согласия. В России 7 ноября несколько лет (1999—2004) отмечался официальный праздник — День согласия и примирения. Часть казаков при обсуждении проекта памятника была против снятия по просьбе местных церковных властей пятиконечной звезды с бронзовой будёновки.
Строительство памятника стало достойной попыткой решить проблему примирения людей с разными политическими взглядами.